# Can Panxo
Can Panxo és una casa dins del nucli antic de la població de l'Escala, al bell mig de la Plaça de la Sardana, formant cantonada entre aquesta i els carrers Santa Màxima i Enric Serra. Situat enfront de la Platja del nucli antic. Cal Panxo forma part de les primitives tavernes on se servia vi i porcions de menjar els dies de mal temps, o quan els pescador acabaven de feinejar. Cal Panxo antigament ocupava solament el segon pis, on es trobava també la sala de ball Las Delicias. Als baixos hi havia un altre cafè anomenat Can Trenta.

## Arquitectura
Edifici plurifamiliar de planta rectangular, distribuït en planta baixa, tres pisos i altell, amb la coberta plana utilitzada com a terrat. Majoritàriament, les obertures presents a l'edifici es corresponen amb balcons, tant exempts com correguts, d'obertura rectangular i amb els emmarcaments motllurats, tot i que força restituïts. Hi ha però alguns elements de la construcció original que han persistit. De la façana al carrer Enric Serra destaca un petit portal rectangular bastit amb carreus de pedra originals, mentre que a la del carrer Santa Màxima hi ha una finestra quadrada bastida amb quatre carreus de pedra i un portal d'arc rebaixat adovellat. La façana orientada al mar conserva, entre les obertures, quatre pilastres bastides amb carreus de pedra ben desbastats i capitells motllurats, que sostenen el balcó corregut de la primera planta. A la part superior d'una de les cantonades de l'edifici es conserva el basament motllurat de pedra d'una possible garita desapareguda.
Tota la construcció és bastida amb pedra desbastada de diverses mides lligada amb morter, amb les cadenes cantoneres amb carreus escairats.